# Vyt-lès-Belvoir
Vyt-lès-Belvoir is een gemeente in het Franse departement Doubs (regio Bourgogne-Franche-Comté) en telt 172 inwoners (1999). De plaats maakt deel uit van het arrondissement Montbéliard.

## Geografie
De oppervlakte van Vyt-lès-Belvoir bedraagt 7,6 km², de bevolkingsdichtheid is 22,6 inwoners per km².
De onderstaande kaart toont de ligging van Vyt-lès-Belvoir met de belangrijkste infrastructuur en aangrenzende gemeenten.

## Demografie
Onderstaande figuur toont het verloop van het inwonertal (bron: INSEE-tellingen).